# Theromaster brunnea
Theromaster brunnea is een hooiwagen uit de familie Cladonychiidae.